# Johan Philip van der Kellen Dzn.
Johan Philip van der Kellen Dzn. (Amsterdam, 26 december 1865 – Renkum, 5 oktober 1953) was een Nederlands conservator van het Rijksprentenkabinet. Hij gebruikte de toevoeging Dzn. (Davidszoon) ter onderscheid van zijn gelijknamige oom.

## Leven en werk
Van der Kellen was een zoon van graficus en kunstschilder David van der Kellen (1804-1879) en Anna Wilhelmina van der Kellen (1829-1885), en een jongere broer van de schilder Charlotte van der Kellen. Hij kreeg de interesse voor grafische kunst van huis uit mee. Als 20-jarige werd hij volontair bij het Rijksprentenkabinet, dat in die periode verhuisde naar het Rijksmuseumgebouw. Zijn oom Johan Philip van der Kellen was er directeur (1876-1903). In 1897 kreeg Van der Kellen Dzn. een aanstelling als assistent en van 1917 tot 1923 was hij conservator van het Rijksprentenkabinet. In 1900 werd hij lid van de Nederlandse Oudheidkundige Bond. Hij publiceerde over de prentencollectie van het Rijksprentenkabinet en werkte mee aan de tijdschriften Oud Holland en Oude Kunst. 
Johan Philip van der Kellen Dzn. verhuisde in 1952 met zijn vrouw naar de gemeente Renkum. Hij overleed er op 87-jarige leeftijd.